# Галерија „Луцида”
Галерија „Луцида” једна је од излагачких простора у Београду. Налази се у улици Чика Љубина 11.

## Историја
Галерију „Луцида” је основао Златомир Радивојевић са циљем да представи радове уметника који су се појавили на ликовној сцени Србије током 80-их и 90-их година 20. века. Свечано је отворена 20. маја 2016. у улици Чика Љубина 11 са изложбом на којој су представљени радови двадесет уметника: Марије Драгојловић, Дарије Качић, Милете Продановића, Анице Вучетић, Перице Донкова, Александра Рафајловића, Душана Петровића, Срђана Апостоловића, Здравка Јоксимовића, Добривоја Крговића, Жељке Момиров, Владимира Ристивојевића, Нине Тодоровић, Риста Антуновића, Владана Терзића, Милована Даговића и Драгослава Крнајског. Поред редовних излагачких активности, самосталних, групних и ретроспективних изложби, организују и подстицајне програме деловања са циљем сензибилизације конзумената културе.